# Cal-Nev-Ari

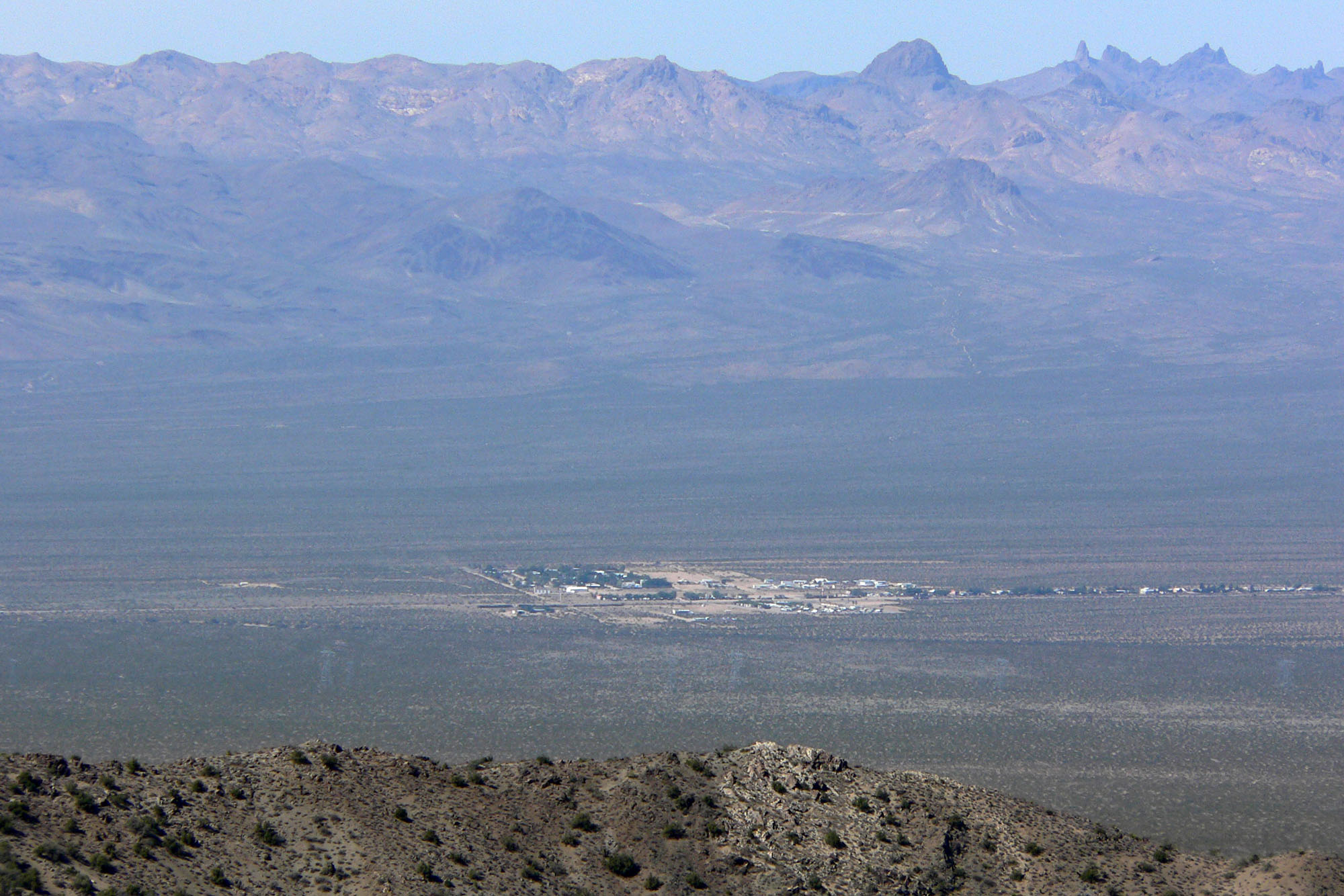
Zicht op Cal-Nev-Ari vanaf Spirit Mountain

Cal-Nev-Ari is een plaats (census-designated place) in het zuiden van de Amerikaanse staat Nevada, en valt bestuurlijk gezien onder Clark County.
De naam van de plaats is een porte-manteau en verwijst naar Californië, Nevada en Arizona.
Cal-Nev-Ari werd halverwege de jaren 1960 gesticht door Nancy en Slim Kidwell. Zij verkregen 640 acre land van de Amerikaanse regering en stichtten daarop een op het nabijgelegen Kidwell Airport gerichte gemeenschap. Sindsdien is Cal-Nev-Ari gegroeid en zijn er onder meer een casino en een motel gevestigd.

## Demografie
Bij de volkstelling in 2000 werd het aantal inwoners vastgesteld op 278.

## Geografie
Volgens het United States Census Bureau beslaat de plaats een oppervlakte van 6,0 km², geheel bestaande uit land.

## Plaatsen in de nabije omgeving
De onderstaande figuur toont nabijgelegen plaatsen in een straal van 48 km rond Cal-Nev-Ari.